# Tetraloniella abessinica
Tetraloniella abessinica là một loài Hymenoptera trong họ Apidae. Loài này được Friese mô tả khoa học năm 1915.